# Strijdknots

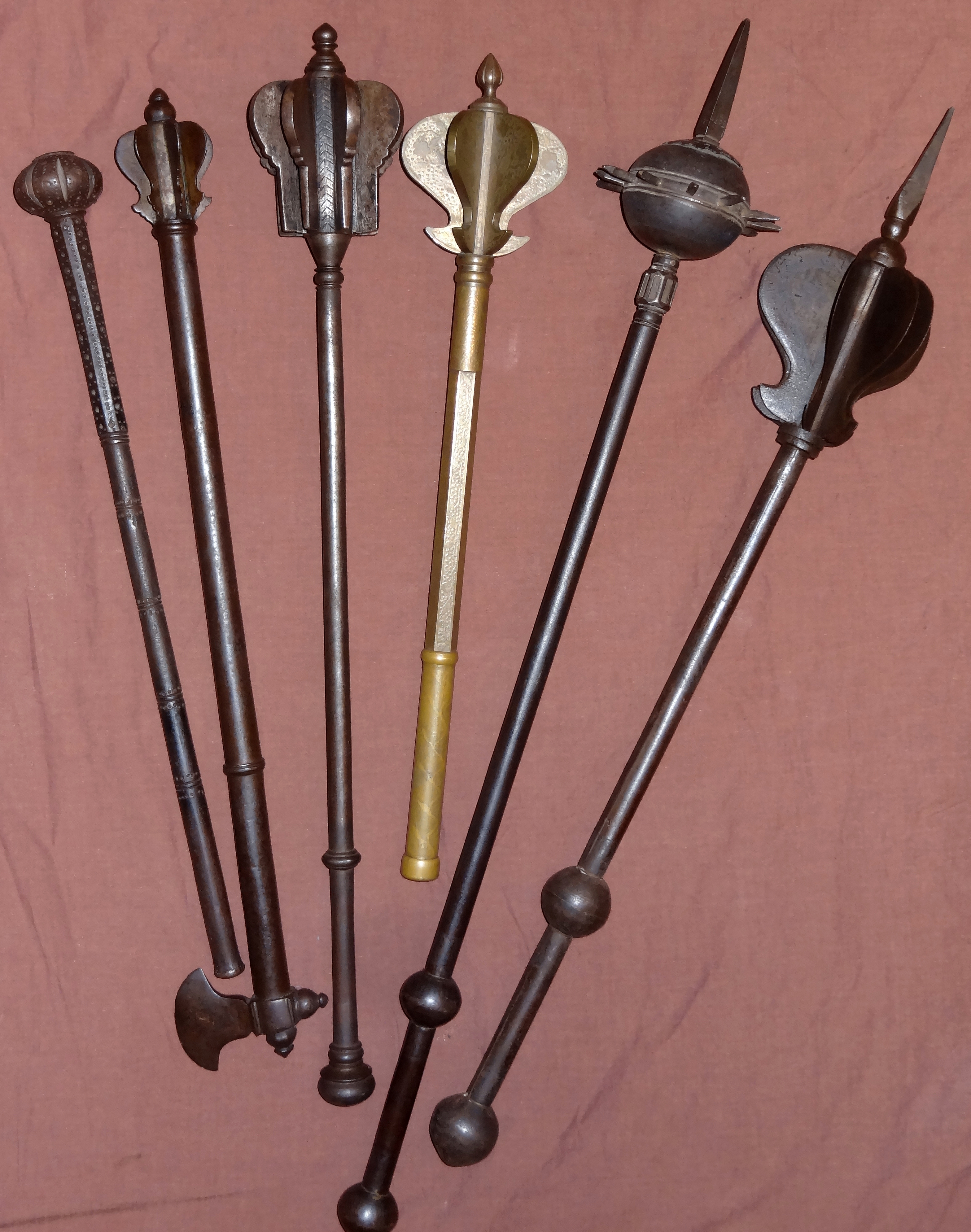
Strijdknots

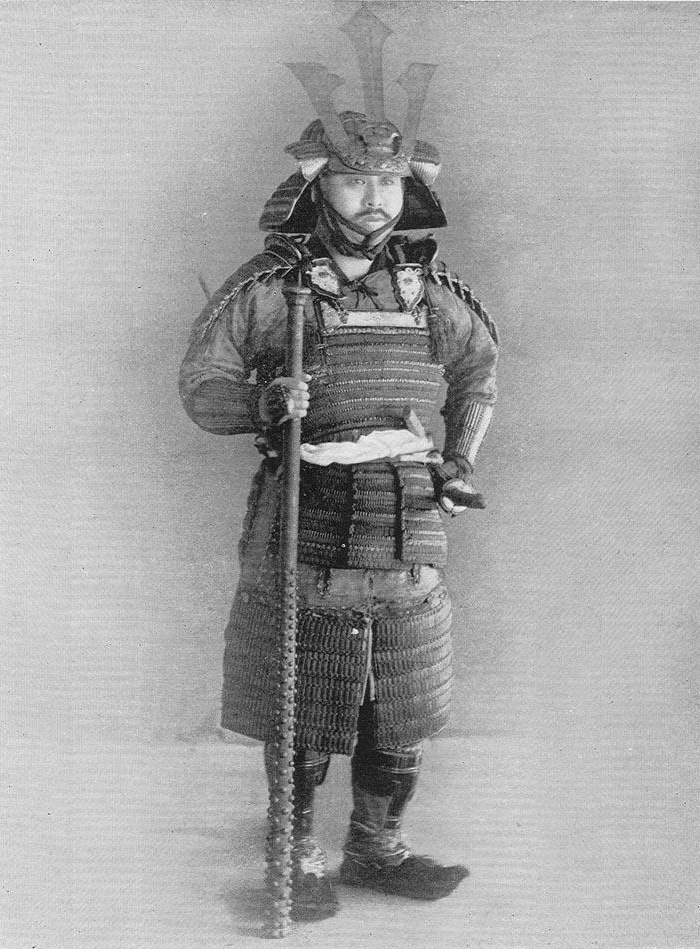
Oude strijdknots (kanabō) uit Japan.

Een strijdknots is een slagwapen dat vroeger werd gebruikt op het slagveld. Een strijdknots is meestal zwaarder dan een normale knuppel of knots en is vaak voorzien van bulten of stekels om de schade aan de tegenstander te vergroten. 
Een strijdknots kan van hout of metaal zijn gemaakt, of een combinatie. De afgebeelde knots is van hout dat voorzien is van een metalen, gepunte kop aan de bovenzijde en een metalen deel aan de onderzijde. 
De strijdknots was ook een populair wapen in de middeleeuwen van Europa omdat het goedkoop te produceren was. Deze strijdknots was een stuk korter en werd vaak gebruikt in combinatie met een schild.